# Rhexia petiolata
Rhexia petiolata är en tvåhjärtbladig växtart som beskrevs av Thomas Walter. Rhexia petiolata ingår i släktet Rhexia och familjen Melastomataceae. Inga underarter finns listade i Catalogue of Life.